# كورت راينهارد
كورت راينهارد (بالألمانية: Kurt Reinhard)‏ هو مختص في الموسيقى العرقية ‏ وملحن ألماني، ولد في 27 أغسطس 1914 في غيسن في ألمانيا، وتوفي بنفس المكان في 18 يوليو 1979.